# Генеральный штаб Вооружённых сил Республики Казахстан
Генеральный штаб Вооружённых сил Республики Казахстан (каз. Қазақстан Республикасының Қарулы күштердің Бас штабы) — орган военного управления Министерства обороны Республики Казахстан и основной орган оперативного управления Вооружёнными силами Республики Казахстан.
Генеральный штаб Вооруженных Сил Республики Казахстан в военное время является рабочим органом Ставки Верховного Главного командования Вооруженных Сил Республики Казахстан.

## История
25 октября 1991 года Президент Казахской ССР Нурсултан Назарбаев издал Указ «Об образовании Государственного комитета обороны Казахской ССР».
7 мая 1992 года указом Президента Республики Казахстан, были созданы Вооружённые силы Республики Казахстан. Для решения вопросов военного строительства ими Государственный комитет обороны был преобразован в Министерство обороны. Одновременно для управления Вооружёнными силами РК и координацией деятельности всех силовых ведомств был создан Главный штаб вооружённых сил Республики Казахстан.
17 ноября 1997 года был издан Указ Президента РК о дальнейших мерах по реформированию Вооружённых сил. Этим указом Главный штаб ВС РК преобразован в Генеральный штаб ВС РК.
7 мая 2003 года вышел Указ Президента РК, согласно которому Генеральный штаб ВС РК был преобразован в Комитет начальников штабов Министерства обороны Республики Казахстан. На организацию были возложены задачи разработки основных направлений военной реформы, планов строительства и развития Вооруженных сил,
других войск и воинских формирований, их оперативной, боевой и мобилизационной подготовки, организации и осуществления планирования применения Вооруженных сил, других войск и воинских формирований, а также сил, участвующих в выполнении задач территориальной обороны, разработке плана оперативного оборудования территории страны в интересах обороны. В данный комитет вошли штабы видов вооружённых сил и родов войск, а также штабы региональных командований, созданных тем же указом на основе военных округов
По мнению экспертов переформирование Генерального штаба в Комитет начальников штабов стал слепым копированием модели военного управления в США и совершенно не соответствовал реалиям Казахстана.
С выходом Указа Президента Казахстана от 11 октября 2011 года, была принята новая военная доктрина государства (4-я по счёту), согласно которой Комитет начальников штабов Министерства обороны РК был переформирован в Генеральный штаб Вооружённых сил Республики Казахстан. 

## Задачи
Задачи Генерального штаба:
- анализ и оценка военно-политической обстановки, определение характера и степени потенциальной угрозы безопасности Республики Казахстан и подготовка предложений для принятия решений Министром обороны;
- участие в разработке военной доктрины, военной политики и проведение единой военно-технической и военно-экономической политики в Республике Казахстан;
- участие в планировании обороны в рамках системы коллективной безопасности государств-участников Содружества Независимых Государств и миротворческой деятельности;
- планирование и организация защиты государственной границы Республики Казахстан;
- планирование и организация мероприятий по обеспечению постоянной боевой и мобилизационной готовности Вооруженных Сил Республики Казахстан, их переводу с мирного на военное положение, стратегическому развертыванию и применению;
- планирование и организация повседневной деятельности Вооруженных Сил Республики Казахстан;
- руководство оперативной, мобилизационной и боевой подготовкой и научной работой в Вооруженных Силах Республики Казахстан;
- обеспечение правопорядка и воинской дисциплины в Вооруженных Силах Республики Казахстан;
- планирование и организация призыва граждан на действительную военную службу, комплектование Вооруженных Сил Республики Казахстан;
- определение потребностей Вооруженных Сил Республики Казахстан в вооружении, военной технике и других материальных средствах, планирование обеспечения ими мобилизационного развертывания Вооруженных Сил Республики Казахстан, накопление и размещение оперативных запасов вооружения, военной техники и других материальных средств.

## Функции
Генеральный штаб Вооруженных Сил Республики Казахстан:
- осуществляет оперативно-стратегическое планирование, применение и руководство боевой и повседневной деятельностью Вооруженных Сил, определяет их боевой состав;
- разрабатывает совместно с другими государственными органами план обороны Республики Казахстан;
- разрабатывает директивы Верховного Главнокомандующего Вооруженными Силами Республики Казахстан, осуществляет планирование, подготовку и мобилизационное развертывание войск;
- разрабатывает по согласованию с уполномоченным органом в области мобилизационной подготовки мобилизационный план Вооруженных Сил;
- организует и проводит мероприятия по поддержанию боевой и мобилизационной готовности Вооруженных Сил;
- организует и обеспечивает охрану и защиту воздушного пространства Республики Казахстан;
- организует и осуществляет взаимодействие Вооруженных Сил с другими войсками и воинскими формированиями в области организации обороны;
- разрабатывает правила применения Вооруженных Сил, правила оперативного оборудования территории Республики Казахстан и правила планирования обороны Республики Казахстан;
- координирует разработку планов территориальной обороны, действия сил и средств, участвующих в выполнении задач территориальной обороны;
- организует и проводит комплектование Вооруженных Сил военнослужащими срочной службы, по контракту и прием гражданского персонала;
- принимает участие в разработке плана оперативного применения и взаимодействия Вооруженных Сил, других войск и воинских формирований с вооруженными силами иностранных государств в соответствии с международными договорами, ратифицированными Республикой Казахстан;
- осуществляет расстановку кадров и присвоение воинских званий, вносит на рассмотрение Министру обороны предложения по назначению на должности и присвоению воинских званий согласно номенклатуре;
- организует текущее и перспективное планирование обеспечения Вооруженных Сил необходимыми видами вооружения, военной техники и другими материальными средствами, их эксплуатацию, сохранность, учет, списание и утилизацию, а также планирует накопление и размещение в мирное время запасов этих средств для мобилизационного развертывания войск;
- организует внедрение в Вооруженных Силах автоматизированных систем управления военного назначения;
- разрабатывает предложения по направлениям развития военной науки в Вооруженных Силах;
- организует работу по морально-психологическому и идеологическому обеспечению войск в целях формирования у личного состава высоких боевых и морально-нравственных качеств;
- проводит мероприятия по обеспечению экологической безопасности и охране окружающей среды в связи с деятельностью войск;
- организует в Вооруженных Силах шифрованную, кодированную, засекреченную связь, защиту государственных секретов, обеспечение безопасности информации;
- осуществляет иные функции в области планирования применения и управления Вооруженными Силами, их взаимодействия с другими войсками и воинскими формированиями в соответствии с законодательством Республики Казахстан.
- списывает военное имущество, которое в период ведения военных действий пришло в непригодное состояние или было утрачено при угрозе жизни личного состава Вооруженных Сил;
- ведет учет военного имущества, находящегося в их оперативном управлении.[9]

## Структура
- Департамент территориальной обороны ГШ ВС РК
- Департамент войск радиационной, химической, биологической защиты и экологической безопасности ГШ ВС РК
- Департамент стратегического планирования ГШ ВС РК
- Департамент воспитательной и идеологической работы ГШ ВС РК
- Департамент организационно-мобилизационной работы ГШ ВС РК[10]

## Руководство
1. Касымов, Алибек Хамидович — ноябрь 1992 — 16 октября 1995;
2. Джарбулов, Алихан Бримжанович — 30 октября 1996 — 14 октября 1997;
3. Ертаев, Бахытжан Ертаевич — 14 октября 1997 — 7 августа 2000;
4. Сапаров, Малик Мухамеджанович — 12 октября 2001 — 19 июня 2003;
5. Дарбеков, Булат Керимжанович — июль 2003 — 10 января 2007;
6. Алтынбаев, Мухтар Капашевич — 10 января 2007 — 11 марта 2010;
7. Жасузаков, Сакен Адилханович — 11 марта 2010 — 13 сентября 2016;
8. Майкеев, Мурат Жалелович — 15 сентября 2016 — 5 апреля 2019;
9. Бектанов, Мурат Карибаевич — 5 апреля 2019 — 31 августа 2021;
10. Хусаинов, Марат Рахимович с — 6 сентября 2021 — 15 января 2024[11];
11. Камалетдинов, Султан Буркутбаевич — с 15 января 2024 — наст.время